# 新莫拉达
新莫拉达（葡萄牙語：Morada Nova）是巴西塞阿拉州的一个市镇。总面积2779.229平方公里，总人口60224人，人口密度21.7人/平方公里。